# Eduard Malchenko
Eduard Malchenko (né le 24 novembre 1986) est un athlète russe, spécialiste du saut en hauteur.
Son meilleur saut est de 2,30 m, obtenu à Yerino le 12 juin 2010.

## Palmarès
| Date | Compétition | Lieu     | Résultat | Performance |
| ---- | ----------- | -------- | -------- | ----------- |
| 2009 | Universiade | Belgrade | 1er      | 2,23 m      |